# Ляо Цююнь
Ляо Цююнь (кит.: 谌利军, нар. 13 липня 1995) — китайська важкоатлетка, срібна призерка Олімппійських ігор 2020 року, чемпіонка світу та дворазова чемпіонка Азії.

## Результати
| Рік              | Місце               | Вага             | Ривок            | Ривок            | Ривок            | Ривок            | Поштовх          | Поштовх          | Поштовх          | Поштовх          | Загалом          | Місце            |
| Рік              | Місце               | Вага             | 1                | 2                | 3                | Місце            | 1                | 2                | 3                | Місце            | Загалом          | Місце            |
| Олімпійські ігри | Олімпійські ігри    | Олімпійські ігри | Олімпійські ігри | Олімпійські ігри | Олімпійські ігри | Олімпійські ігри | Олімпійські ігри | Олімпійські ігри | Олімпійські ігри | Олімпійські ігри | Олімпійські ігри | Олімпійські ігри |
| ---------------- | ------------------- | ---------------- | ---------------- | ---------------- | ---------------- | ---------------- | ---------------- | ---------------- | ---------------- | ---------------- | ---------------- | ---------------- |
| 2020             | Токіо, Японія       | 55 кг            | 92               | 95               | 97               | 3                | 118              | 123              | 126              | 2                | 223              | 2                |
| Чемпіонат світу  |                     |                  |                  |                  |                  |                  |                  |                  |                  |                  |                  |                  |
| 2019             | Паттая, Таїланд     | 55 кг            | 95               | 95               | 98               | 2                | 120              | 125              | 129              | 1                | 227              | 1                |
| Чемпіонат Азії   |                     |                  |                  |                  |                  |                  |                  |                  |                  |                  |                  |                  |
| 2019             | Нінбо, Китай        | 55 кг            | 93               | 96               | 96               | 1                | 118              | 122              | 128              | 1                | 224              | 1                |
| 2020             | Ташкент, Узбекистан | 55 кг            | 95               | 98               | 100              | 3                | 120              | 124              | 128              | 1                | 222              | 1                |